# Tibioploides monticola
Tibioploides monticola là một loài nhện trong họ Linyphiidae.
Loài này thuộc chi Tibioploides. Tibioploides monticola được miêu tả năm 2001 bởi Kendo Saito & Ono.